# Karl Heim (teolog)
Karl Heim, född den 20 januari 1874 i Frauenzimmern, död den 30 augusti 1958 i Tübingen, var en tysk teolog. Han var sonson till Friedrich Heim.
Heim var sekreterare i den tyska kristliga studentrörelsen 1899–1920 och blev professor i systematisk teologi i Tübingen 1920. Heim försökte lägga en kunskapsteoretisk apologetik till grund för den kristna tron. I hans senare skrifter kan märkas påverka av Oswald Spengler och Albert Einstein. Bland Heims skrifter märks Das Gewissheitsproblem in der systematischen Theologie bis zu schleiermacher (1911), Leitfaden der Dogmatik (1912) och Glaubensgewissheit (1916, 3:e upplagan 1923).